# 65244 Ianwong
65244 Ianwong este o planetă minoră (asteroid), cu un diametru de 13,28 km, din Outer Main Belt⁠(d). A fost descoperită pe 12 martie 2002 la Stația Anderson Mesa de Lowell Observatory Near-Earth-Object Search și a fost numită după Ian Wong⁠(d). 
Obiectul prezintă o orbită caracterizată de o semiaxă mare de 3,9747674818269 UAi, o excentricitate de 0,20004488778383, o înclinație de 7,3663997706254 ° în raport cu ecliptica.